# Comuna Cupșeni, Maramureș
Cupșeni (în maghiară: Kupsafalva) este o comună în județul Maramureș, Transilvania, România, formată din satele Costeni, Cupșeni (reședința), Libotin și Ungureni.

## Demografie
Componența etnică a comunei Cupșeni
     Români (97,5%)
     Alte etnii (0,06%)
     Necunoscută (2,43%)
Componența confesională a comunei Cupșeni
     Ortodocși (97,22%)
     Alte religii (0,28%)
     Necunoscută (2,5%)
Conform recensământului efectuat în 2021, populația comunei Cupșeni se ridică la 3.205 locuitori, în scădere față de recensământul anterior din 2011, când fuseseră înregistrați 3.581 de locuitori. Majoritatea locuitorilor sunt români (97,5%), iar pentru 2,43% nu se cunoaște apartenența etnică. Din punct de vedere confesional, majoritatea locuitorilor sunt ortodocși (97,22%), iar pentru 2,5% nu se cunoaște apartenența confesională.

## Politică și administrație
Comuna Cupșeni este administrată de un primar și un consiliu local compus din 13 consilieri. Primarul, Nicolae Bude[*], de la Partidul Național Liberal, este în funcție din 1 noiembrie 2024. Începând cu alegerile locale din 2024, consiliul local are următoarea componență pe partide politice:
|  | Partid                     | Consilieri | Componența Consiliului | Componența Consiliului | Componența Consiliului | Componența Consiliului | Componența Consiliului | Componența Consiliului |
|  | -------------------------- | ---------- | ---------------------- | ---------------------- | ---------------------- | ---------------------- | ---------------------- | ---------------------- |
|  | Partidul Social Democrat   | 6          |                        |                        |                        |                        |                        |                        |
|  | Partidul Național Liberal  | 5          |                        |                        |                        |                        |                        |                        |
|  | Uniunea Salvați România    | 1          |                        |                        |                        |                        |                        |                        |
|  | Partidul Mișcarea Populară | 1          |                        |                        |                        |                        |                        |                        |

## Atracții turistice
- Biserica de lemn din satul Costeni
- Biserica de lemn Sf. Arhangheli din Cupșeni
- Biserica de lemn Sf. Ilie din Cupșeni
- Biserica de lemn Sf. Arhangheli din Libotin
- Biserica de lemn din Ungureni

## Galerie de imagini

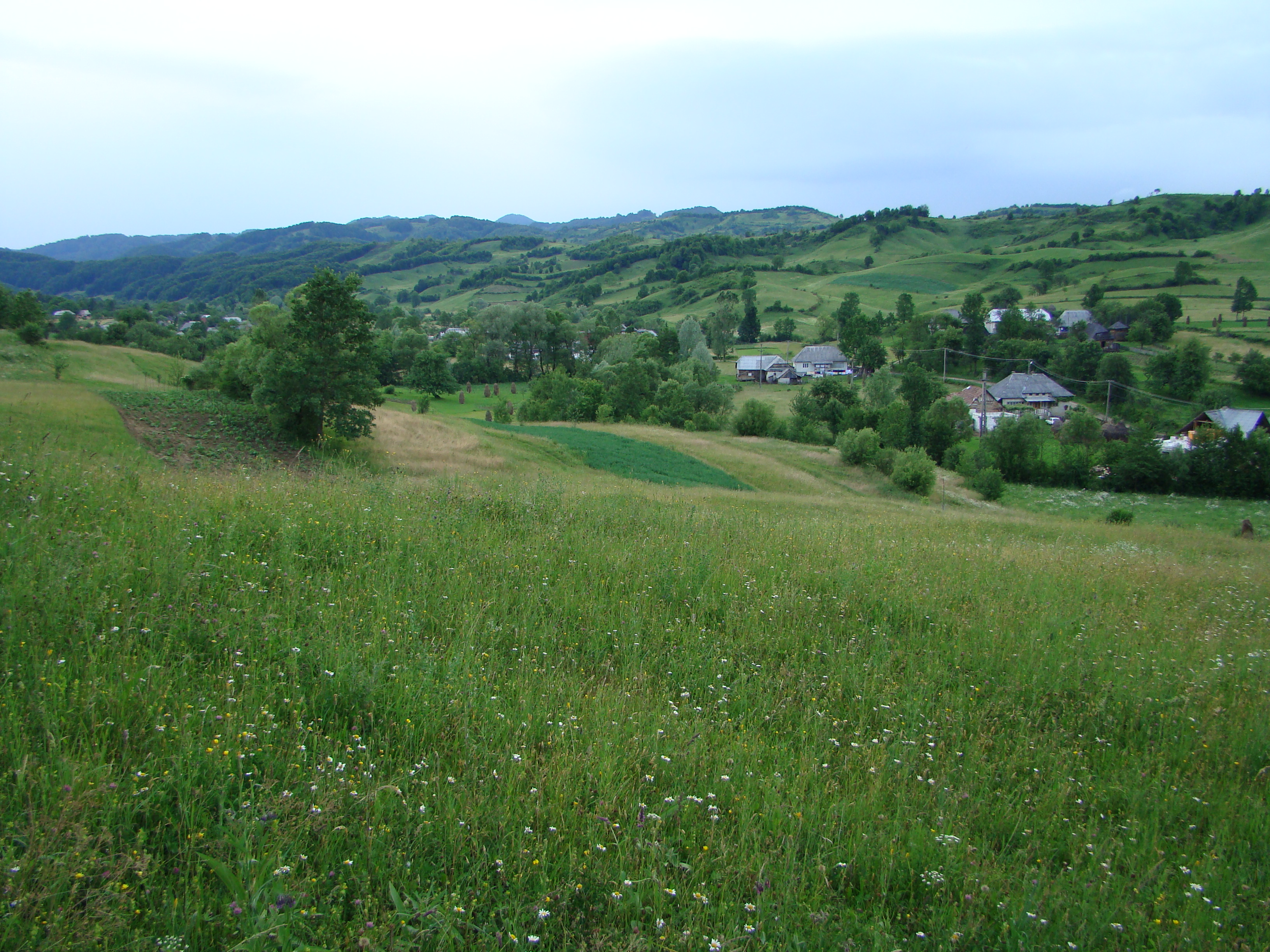
Costeni
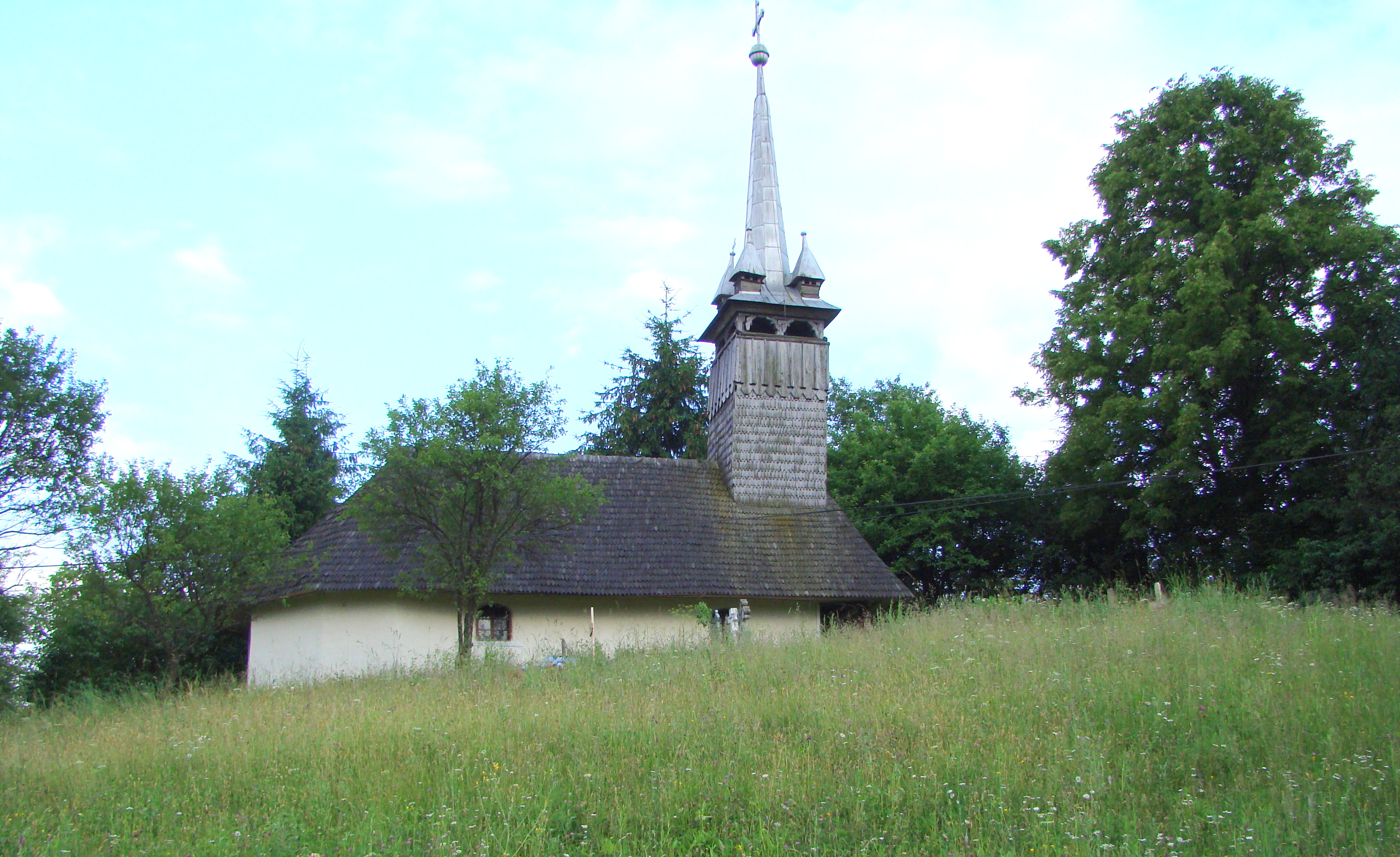
Biserica de lemn Sf.Apostoli din Costeni
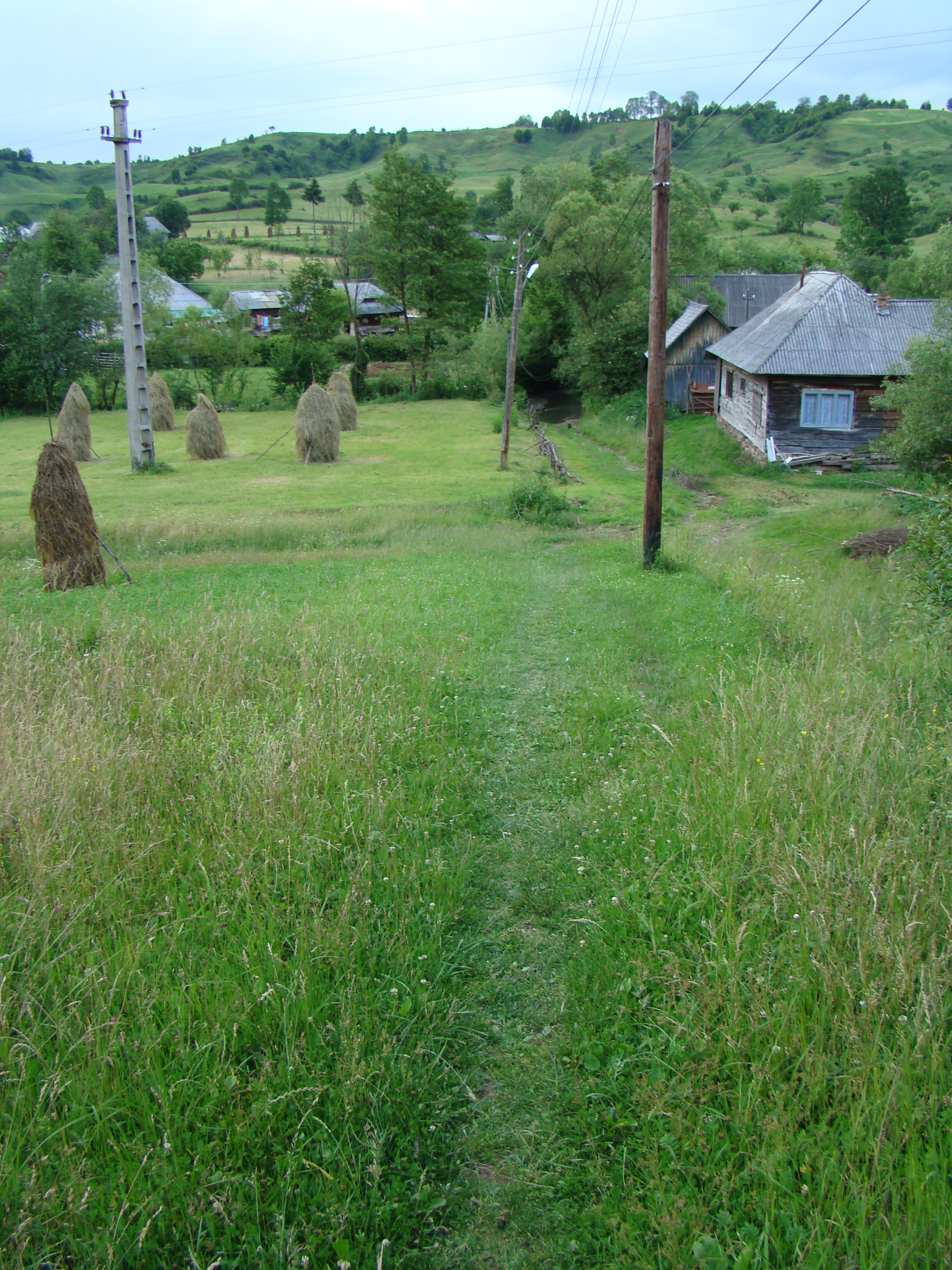
Costeni
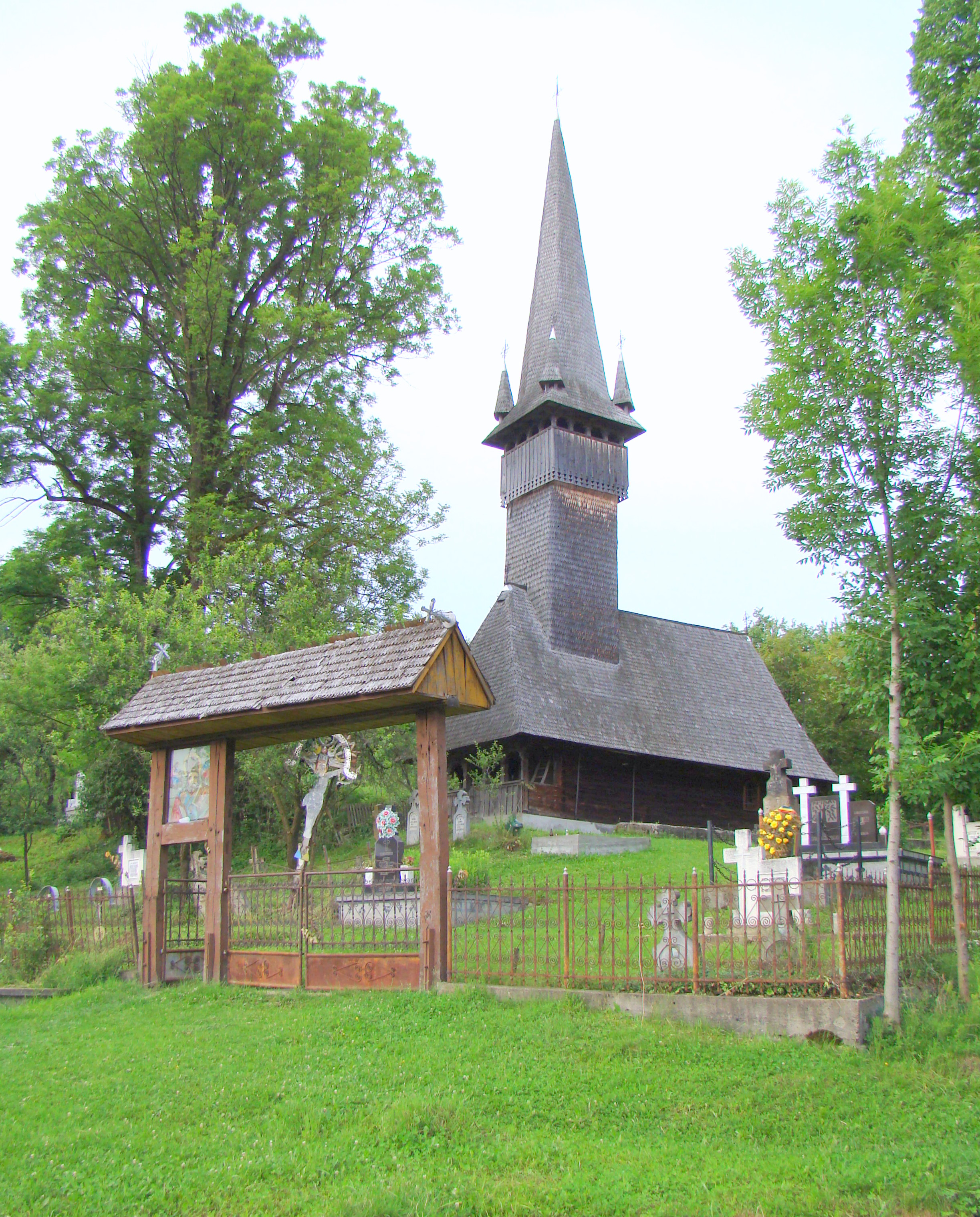
Biserica de lemn Sf.Nicolae din Costeni
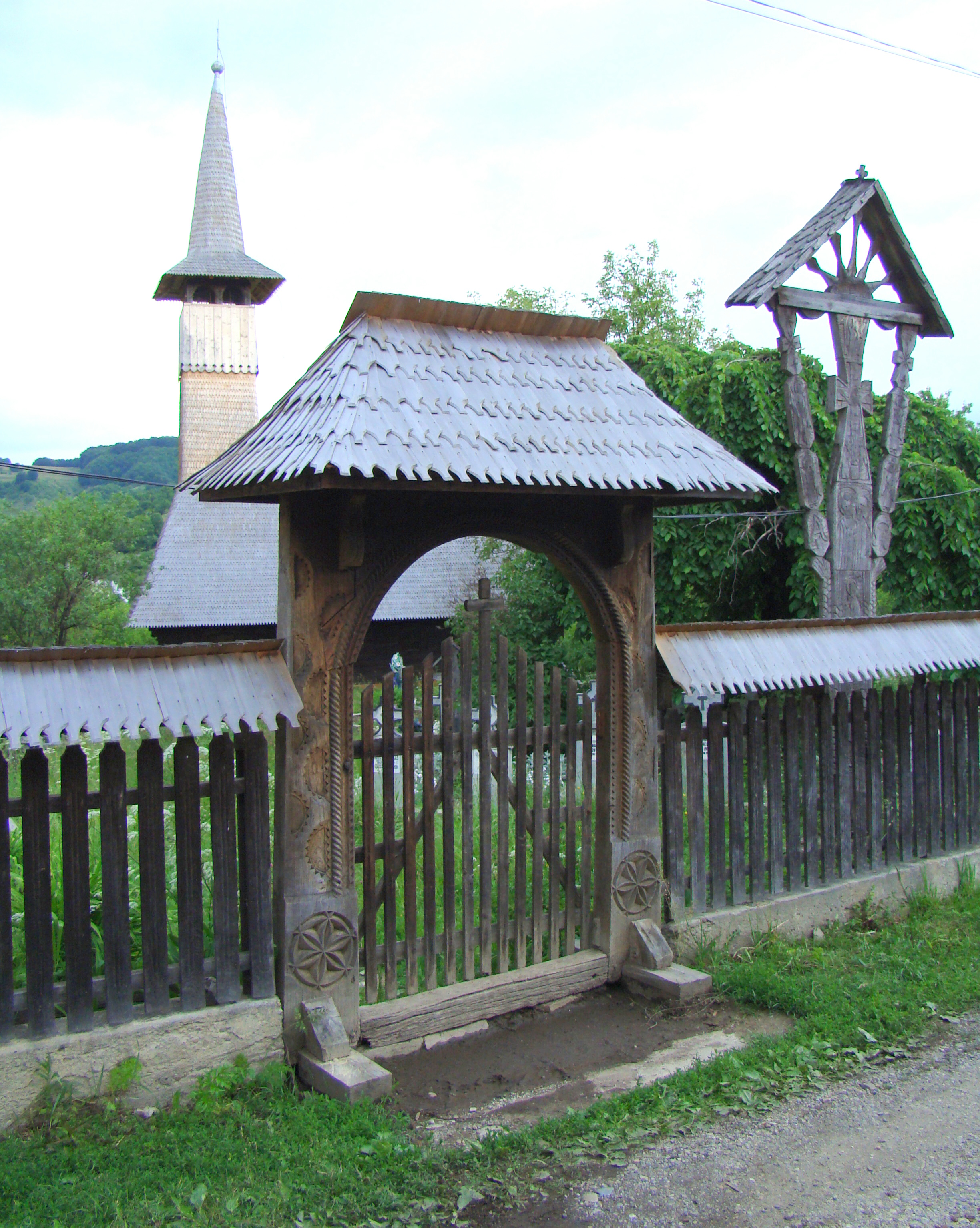
Biserica de lemn Sf.Arhangheli din Libotin
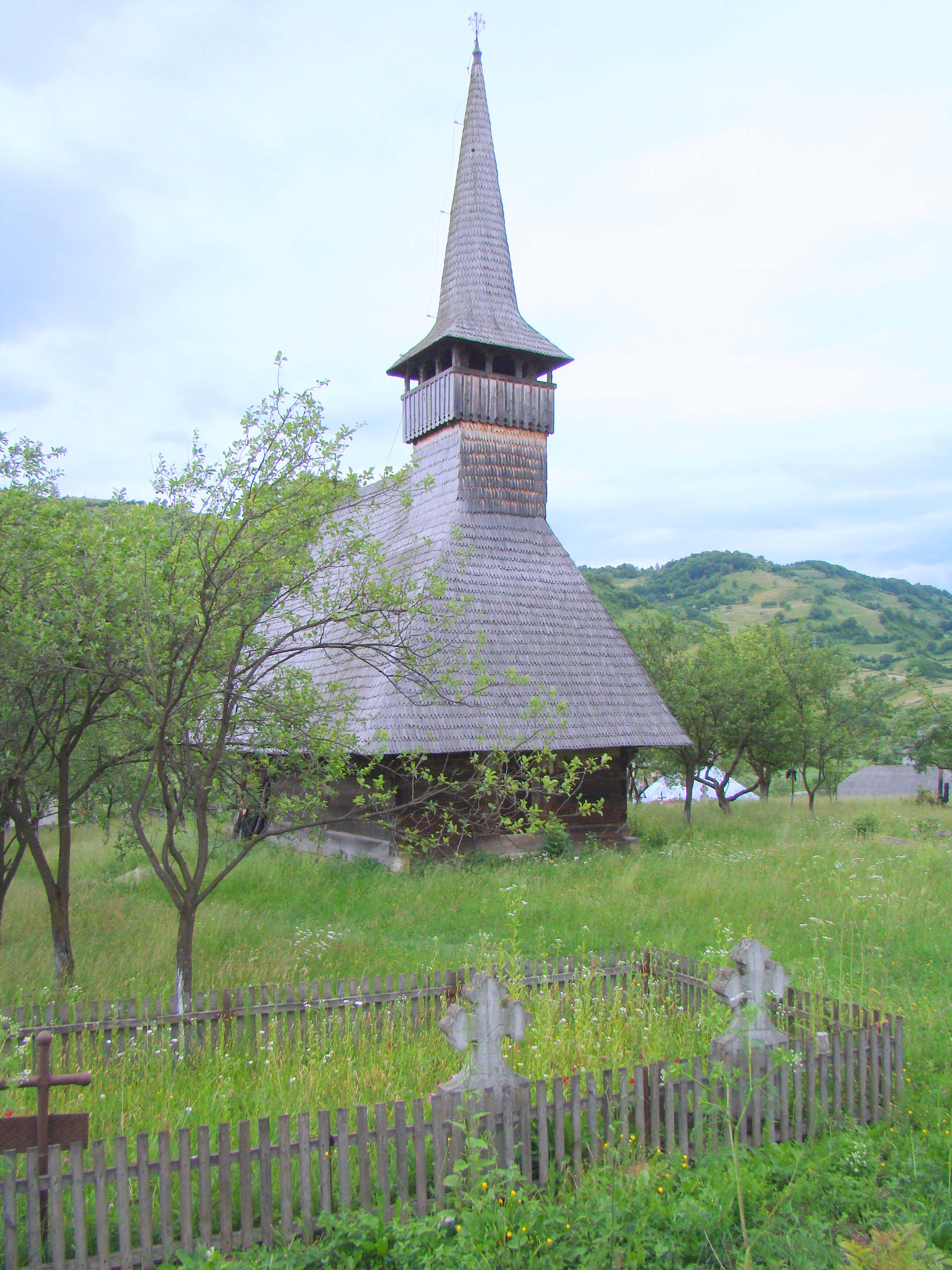
Biserica de lemn din Ungureni
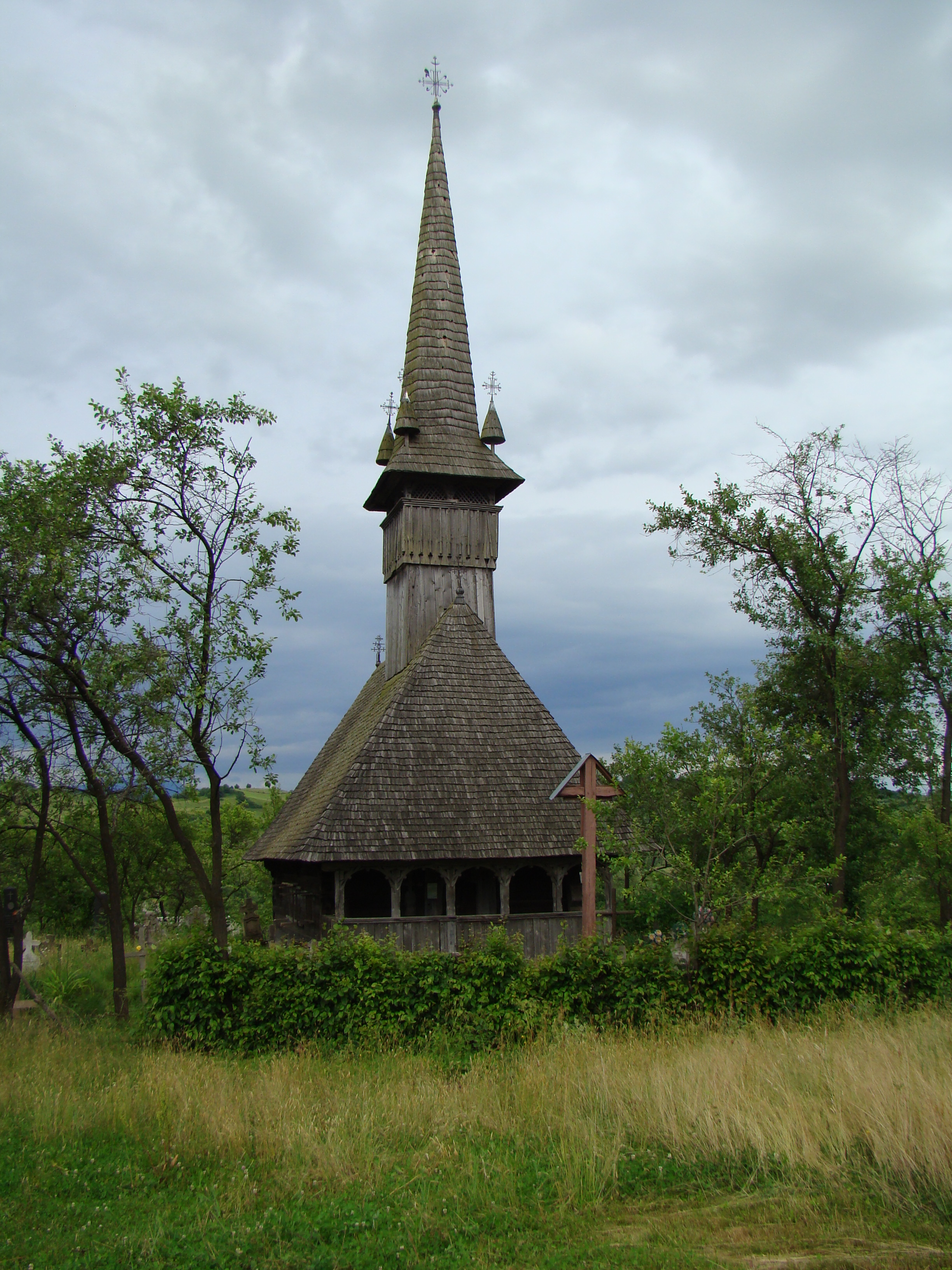
Biserica de lemn Sf.Ilie din Cupșeni
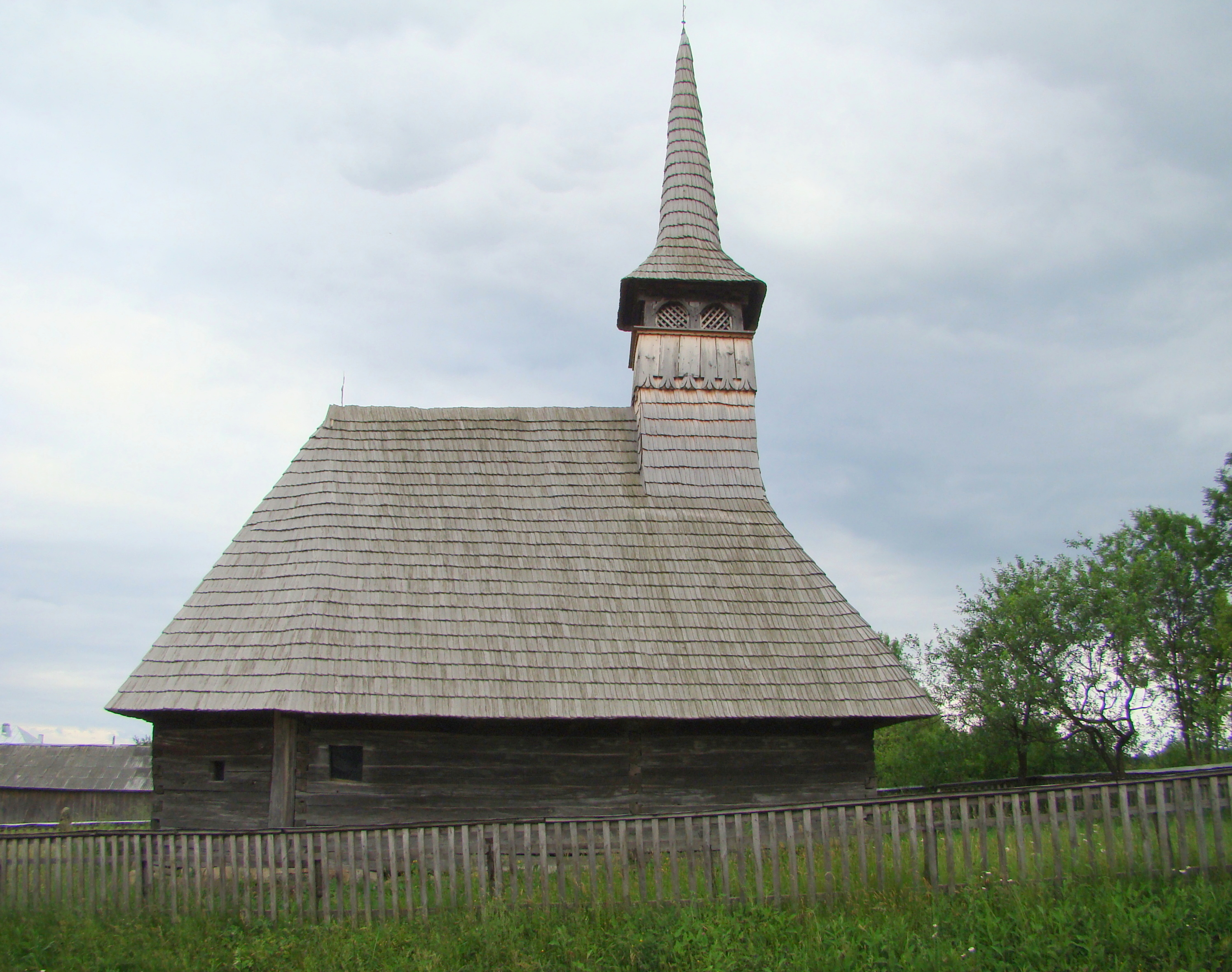
Biserica de lemn Sfinții Arhangheli din Cupșeni